# Göran Collste
Bengt Göran Birger Collste, född 29 oktober 1950 i Bromma församling i Stockholm, är en svensk forskare inom tillämpad etik som är professor emeritus vid Linköpings universitet.
Göran Collste är son till prosten Bengt Collste och Ulla f. Gunnard samt morbror till nationalekonomen Daniel Waldenström.
Collste blev 1984 teologie doktor vid Uppsala universitet. Hans forskningsområden är bland annat rättvisa, medicinsk etik och människovärde.
Collste var ordförande för Societas Ethica, Europeiska forskningssällskapet för etik, 2011–2015 och har varit ledamot av rådet för humaniora och samhällsvetenskap vid Vetenskapsrådet. Han är sakkunnig i Statens medicinsk-etiska råd sedan maj 2018.